# Obermaiselstein
Obermaiselstein là một đô thị ở Oberallgäu bang Bayern thuộc nước Đức.